# Jeans
Jeans ili Jeans hlače su moderne hlače koje se najčešće prave od pamuka. U početku su se koristile kao radno odijelo, a kasnije su postale veoma popularne među mladima 1950-ih.
Danas su jeans hlače popularne u cijelom svijetu i postoje u mnogim stilovima i bojama.
Najraniji poznati predhodnik jeansa je debelo indijsko pamučno platno (engl. dungaree) iz 16. stoljeća. Platno se bojalo u indigo boju i tako se prodavalo mornarima u Bombaju.